# Бузур-оол, Орлан Базырович
Орлан Базырович Бузур-оол (8 декабря 1946 — 1 января 1999) — российский учёный, первый ректор Тувинского государственного университета (1995—1999), организатор университетского образования в Туве, основатель кафедры информатики ТувГУ, кандидат физико-математических наук, заслуженный учитель Российской Федерации, Почётный профессор Тывинского государственного университета.

## Биография
Бузур-оол О. Б. родился в селе Саглы Овюрского района Тувинской АССР. В 1966 году закончил Кызылскую среднюю школу № 2 Тувинской АССР. С 1966 по 1969 год проходил службу в Тихоокеанском военно-морском флоте. С 1970 по 1975 год обучался на механико-математическом факультете МГУ им. М. В. Ломоносова. Профессиональную деятельность начал в 1975 году ассистентом кафедры математики Кызылского государственного педагогического института (КГПИ). В 1983 году защитил диссертацию по теме «Модельные задачи управления движением антропоморфных робототехнических устройств» на соискание учёной степени кандидата физико-математических наук. В 1990 году присвоено научное звание «Доцент».

## Деятельность

### Трудовая деятельность
С 1975 по 1979 г.г. — ассистент кафедры математики Кызылского государственного педагогического института.
С 1979 по 1982 г.г. — аспирант МГУ им. М. В. Ломоносова.
С 1982 по1984 г.г. — старший преподаватель кафедры математики Кызылского государственного педагогического института
С 1984 по 1985 г.г. — декан физико-математического факультета Кызылского государственного педагогического института
С 1985 по 1989 г.г. — заведующий кафедрой математики Кызылского государственного педагогического института.
С 1989 по 1993 г.г. — заведующий кафедрой информатики Кызылского государственного педагогического института
С 1993 по 1994 г.г. — проректор по учебной работе Кызылского государственного педагогического института.
С 1995 по 1999 г.г. — ректор Тувинского государственного университета.

### Научная деятельность
В 1983 год — защита диссертации на соискание учёной степени кандидата физико-математических наук. Автор свыше 20 научных статей по теории математики и информатики.

#### Диссертация
Бузур-оол, Орлан Базырович. Модельные задачи управления движением антропоморфных робототехнических устройств : диссертация … кандидата физико-математических наук : 01.02.01. — Москва, 1982. — 129 с.

#### Учебное пособие
Бузур-оол, Орлан Базырович. Информатика и вычислительная техника : Учеб. пособие для учащихся ст. кл. и студентов пед. ин-тов / О. Б. Бузур-оол, С. М. Далаа, В. Б. Ховенмей. — Екатеринбург : Сократ, 1998. — 164 с.

#### Область научных интересов
теория математики и информатики; информатизация образования; методика преподавания информатики в школе и в вузе.

### Научно-педагогическая деятельность
Добился открытия на физико-математическом факультете Кызылского государственного педагогического института новой кафедры информатики, с которой началась компьютеризация вуза. При его непосредственном участии на физико-математическом факультете открылись новые специализации: математика и информатика, физика и информатика, математика и экономика. По его инициативе был создан физико-математический класс, который способствовал возникновению государственного лицея Республики Тыва. В университете были определены научные направления, открыты аспирантура по трём специальностям: 07.00.02 — Отечественная история, 10.02.02. — языки народов РФ, 03.00.16. — экология. Новым подразделением в стенах молодого университета стало открытие исторического факультета. Были установлены научные связи с другими вузами. В начале 1995 года были организованы первые курсы переподготовки для слушателей по программе «Оператор ЭВМ», выпуск которых осуществлён в октябре 1996 года.
Автор учебника информатики и вычислительной техники для 9-11 классов (совместно с Далаа С. М. и Ховенмеем В. Б.), автор 15 обучающих справочных программ и тренажёров, которые были внедрены в учебный процесс. Разработал (в соавторстве с Далаа С. М. и Очур Е. С.) проект программы базового образования курса информатики для 7-9-х классов общеобразовательной школы республики Тыва. Разработал программу развития образования Республики Тыва с 1995 по 2000 год совместно с профессорами Ким А. М. и Доржу З. Ю.

## Почётные звания
Заслуженный учитель Российской Федерации,
Почётный профессор Тывинского государственного университета.